# Tomaž Čopi
Tomaž Čopi, slovenski jadralec, * 2. julij 1970, Koper.
Čopi je v svoji karieri jadral za Jahtni klub Portorož. Za Slovenijo je v razredu 470 nastopil na  Poletnih olimpijskih igrah 1996 v Atlanti, Poletnih olimpijskih igrah 2000 v Sydneyju, Poletnih olimpijskih igrah 2004 v Atenah.
V Atlanti je z Mitjo Margonom osvojil 14. mesto. Na igrah 2000 je ponovno jadral z Margonom, osvojila pa sta 9. mesto. Leta 2004 je jadral z Davorjem Glavino, s katerim sta osvojila 14. mesto.